# Lespedeza polyantha
Lespedeza polyantha là một loài thực vật có hoa trong họ Đậu. Loài này được (Franch.) H. Lév. miêu tả khoa học đầu tiên năm 1916.